# Wijzer (album)
Wijzer is het tweede solo-album van de Nederlandse zanger Guus Meeuwis. Het verscheen in 2005, een druk jaar voor Meeuwis. Eind september stond hij drie keer in een uitverkochte Heineken Music Hall (HMH) in Amsterdam, een maand later begon hij aan zijn tweede theatertour, Levensecht. In dezelfde tijd kwam Wijzer uit. De eerste single hiervan, De Weg, is een vertaling van een nummer van de Duitse zanger en acteur Herbert Grönemeyer. Het kwam tot nummer zeven in de Top 40. De tweede single, Jouw Hand, werd geschreven door Jack Poels van Rowwen Hèze en werd ook een Top 40-hit.
Op 6 februari 2006 kreeg Meeuwis tijdens het Harpen Gala in Bussum een Gouden Harp uitgereikt. Een maand later, op 15 maart, won zijn single Geef mij je angst een Edison Award. De drie uitverkochte concerten die Meeuwis dat jaar gaf (op 9 t/m 11 juni), werden verplaatst van de HMH in Amsterdam naar het Philips Stadion in Eindhoven. Het was de eerste keer sinds 1990 dat het stadion gebruikt werd voor een concert.
Tijdens zijn concerten bracht hij zijn nieuwe single Ik wil dat ons land juicht onder de aandacht, een nummer dat speciaal was geschreven voor het WK Voetbal in Duitsland. De tekst was geschreven door stervoetballer van Real Madrid en Oranje, Ruud van Nistelrooij.
Terug Naar Toen is geschreven door Daniël Lohues van Skik, die al vaker nummers schreef voor Meeuwis. Als De Liefde is een cover van het gelijknamige nummer van Toon Hermans, een man die Meeuwis naar eigen zeggen "zeer bewondert". Het nummer droeg hij tijdens zijn concerten op aan zijn zoon Teun, die daags voor het eerste concert geboren was.
Het album werd bekroond met een gouden plaat, wat inhoudt dat er minstens 40.000 exemplaren van verkocht zijn. Ongeveer tegelijkertijd werd bekend dat zijn DVD In Concert goud kreeg, en zijn cd's Schilderij en 10 Jaar Levensecht platina.

## Tracklist
1. "Te Lang" (J. Rozenboom, G. Meeuwis, J. Roy) – 3:44
2. "Thuis" (J. Rozenboom, G. Meeuwis) – 3:03
3. "Niemand" (G. Meeuwis, J. Rozenboom) – 3:31
4. "De Weg" (H. Grönemeyer, L. Driessen) – 4:24
5. "Mag Ik Dansen" (G. Meeuwis, J. Rozenboom) – 3:06
6. "Bloemen" (G. Meeuwis, M. van Dooren, J. Rozenboom) - 3:52
7. "Het IJs Is Nog Te Dun" (J. Rozenboom, G. Meeuwis) – 3:26
8. "Jouw Hand" (R. van Donselaar, J. Poels) – 3:50
9. "Wensen" (G. Meeuwis, J. Roy) – 3:40
10. "Als Je Ooit" Duet met Xander de Buisonjé (J. Roy, G. van Maasakkers) – 3:47
11. "Terug Naar Toen" (D. Lohues) – 2:55
12. "Liefde Is Een Werkwoord" (J. Rozenboom, G. Meeuwis) – 3:03
13. "Als De Liefde" (T. Hermans) – 2:28